# Erwin Madelung
Erwin Rudolf Madelung (18 de maig de 1881, Bonn, Alemanya - 1 d'agost de 1971, Frankfurt del Main, Alemanya) fou un físic alemany conegut pel seus estudis sobre l'enllaç iònic i per la constant de Madelung.

## Vida
Madelung era fill d'Otto Wilhelm Madelung (1846-1926) i de Hedwig Auguste Koenig que tingueren nou fills, entre els quals destaquen el químic Walter Madelung (1879-1963) i l'enginyer aeronàutic Georg Hans Madelung (1889-1972). Visqué la seva infància a Bonn, a Rostock i a Estrasburg, aleshores territori alemany. En aquesta darrera ciutat el seu pare era el director de la clínica de cirurgia de la universitat d'Estrasburg. Realitzà els estudis secundaris a Rostock i al prestigiós Protestantisches Gymnasium d'Estrasburg. Es casà el 1908 amb Lavina Sofie Bertha Schneider i tingueren tres filles. La seva germana Auguste Eleonore, filla del seu pare i de la seva segona esposa Ottlie Franzidka Kelleres, es casà el 1922 amb un company d'Erwin a Göttingen, el físic experimental Robert Wichard Pohl (1884-1956). Els seus estudis superiors els realitzà a Kiel (1901), a Zúric (1901-1902) i a Estrasburg (1902-1903), graduant-se el 1905 amb un doctorat en física per la Universitat de Göttingen sota la direcció d'Hermann Theodor Simon (1870-1918), amb la tesi Über Magnetisierung durch schnellverlaufende Ströme und die Wirkungsweise des Rutherford-Marconischen Magnetdetektors, sobre l'estructura cristal·lina.
Després d'un viatge per tot el món que durà gairebé un any, tornà a la Universitat de Göttingen on continuà la recerca en el camp de l'estructura de sòlids cristal·lins. El 1908 es convertí en l'ajudant d'Eduard Riecke i el 1912 en professor a Göttingen. Després ocupà llocs de professor a Kiel i Münster, i el 1921 succeí Max Born a la càtedra de física teòrica de la Universitat de Frankfurt del Main quan aquest es traslladà a Göttingen i l'ocupà fins que es jubilà el 1949. En fou rector el curs 1931-32. El seu fill Otfried Madelung també fou professor de física teòrica a la Universitat de Marburg.

## Obra
S'especialitzà en física atòmica i mecànica quàntica. A Göttingen determinà la constant de Madelung, que caracteritza l'efecte electroestàtic de tots els ions presents en un cristall i que s'empra per determinar l'energia reticular d'un cristall. Desenvolupà les equacions de Madelung, una forma alternativa de l'equació de Schrödinger. També és conegut per la regla de Madelung, que estableix que els orbitals atòmics s'omplen en ordre ascendent per la suma dels nombres quàntics n + l.